# Руди Џулијани
Рудолф Вилијам Луис Џулијани (енгл. Rudolph William Louis Giuliani; Бруклин, 28. мај 1944) је амерички републикански политичар, бивши градоначелник Њујорка и адвокат.

## Биографија
Руди Џулијани рођен је у Бруклину у имигрантској италијанској радничкој породици. Рудијев отац Харолд имао је одређених веза са организованим криминалом и мафијом па је због кажњивог дела напада и разбојништва осуђен на казну затвора коју је одслужио у чувеном затвору Синг Синг. Са седам година Руди се са породицом сели у Лонг Ајленд. Тамо завршава католичку основну и средњу школу. После тога уписује Правни факултет Њујоршког универзитета на Менхетну на којем је дипломирао и докторирао 1968. године.
Након дипломе Џулијани почиње професионалну каријеру на суду да би 1970. прешао на рад у државну адвокатуру где почиње његова врло успешна каријера борца против корупције. Током владавине администрације председника Роналда Регана почиње Џулијанијев успон у државном послу при чему се истиче у неколико врло познатих случајева прогона и хапшења челника мафијашких породица у Америци. Након одласка са власти Реганове администрације, Џулијани каријеру наставља у приватној адвокатури.
Џулијани се три пута женио и има двоје деце из другог брака.
Децембра 2023. прогласио је банкрот, након што је порота пресудила да мора да плати 148 милиона долара одштете бившим радницима на изборима у америчкој савезној држави Џорџији.

### Политичка каријера
Политичку каријеру Џулијани почиње 1989. године као представник Републиканске странке на изборима за градоначелника Њујорка али доживљава пораз од кандидата Демократске странке. У свом другом покушају 1993. Џулијани успева да победи на изборима за градоначелника Њујорка, а исто му успева и 1997. године када је поново изабран. Године 2000. је отпочео кампању за сенатора, али је од ње одустао, наводећи здравствене разлоге.
Своју највећу политичку славу доживео је за време и након напада на Њујорк 11. септембра 2001. године где је радио на отклањању последица напада. Тада је добио надимак „градоначелник Америке” и проглашен је за особу године 2001. од стране часописа „Тајм”. У фебруару 2007. објавио је кандидатуру за председничке изборе 2008. године те су му истраживања јавног мњења давала највише изгледа од свих кандидата Републиканске странке али је након пораза на предизборима на Флориди у јануару 2008. повукао кандидатуру.
Као политичар истакао се практичним способностима унапређујући градски живот Њујорка и смањујући стопу криминала у њему, док му критичари замерају ауторитативност.